# 魯俊 (台灣)
魯俊（1920年—2003年10月7日），中華民國刑警，綽號魯爺、魯組長，曾任職台北市警察局與刑事警察局。在台北市警局少年輔隊任職期間，被視為少年犯剋星。

## 生平
畢業於南京首都警察學校。畢業後進入警界，因偵辦白鷺洲豔屍案，獲得中華民國第一枚警察獎章。
在國共內戰期間，隨中華民國政府至台灣，任職台北市警察局。1959年（民國48年），任台北市警察區少年輔導隊（俗稱少年隊）隊長。當時常有眷村不良少年在西門町鬥毆，魯俊常帶隊巡邏，將不良少年帶回警局頂樓，集中輔導。
1956年，竹聯幫成員在台北縣永和竹林路聚會，魯俊帶隊突襲，將幫派成員帶回警局。魯俊以恩威並施的方式，讓許多在犯罪邊緣的學生，脫離幫派生涯。
任職少年隊12年後，魯俊轉至台北市刑警大隊，任職檢扒組長。訓練出一批專長於扒竊案件的刑警。後又擔任除暴組組長，負責重大暴力犯罪與幫派案件。他管理下的少年組、除暴組、檢扒組，穩定了台北市鬧區的治安，當時的幫派成員，包括竹聯幫與四海幫，都對他非常敬畏。警界中，包括侯友宜等人，都曾是他的下屬。
自警界退休後，魯俊居住在台北市。2001年，其鼻咽癌轉移，成為肝癌，身體狀況轉差。2003年，因肝癌過世。